# Copa CECAFA Nile Basin 2014
La Copa CECAFA Nile Basin 2014 fue la primera edición de este torneo de fútbol a nivel de clubes de África Central y África Oriental organizado por la CECAFA, el cual contó con la participación de 11 equipos de 10 países.
El VUSC de Uganda venció al AFC Leopards de Kenia en la final disputada en Sudán para ser el primer campeón del torneo y ganar el premio de 30 000 dólares para el campeón; el finalista ganó 20 000 y los semifinalistas 10 000 dólares.

## Fase de grupos

### Grupo A
| Club       | G | E | P | GF | GC | Pts |
| ---------- | - | - | - | -- | -- | --- |
| Al-Merrikh | 2 | 1 | 0 | 7  | 2  | 7   |
| VUSC       | 2 | 1 | 0 | 4  | 0  | 7   |
| Al-Malakia | 1 | 0 | 2 | 5  | 5  | 3   |
| Polisi     | 0 | 0 | 3 | 0  | 9  | 0   |

| Equipo 1      | Resultado | Equipo 2      |
| ------------- | --------- | ------------- |
| VUSC          | 1-0       | Al-Malakia FC |
| Al-Merrikh SC | 3-0       | Polisi SC     |
| Polisi SC     | 0-3       | Al-Malakia FC |
| Al-Merrikh SC | 0-0       | VUSC          |
| Al-Malakia FC | 2-4       | Al-Merrikh SC |
| Polisi SC     | 0-3       | VUSC          |

### Grupo B
| Club            | G | E | P | GF | GC | Pts |
| --------------- | - | - | - | -- | -- | --- |
| A.F.C. Leopards | 3 | 0 | 0 | 5  | 1  | 9   |
| Mbeya City      | 1 | 1 | 1 | 4  | 4  | 4   |
| Académie Tchité | 1 | 0 | 2 | 3  | 4  | 1   |
| Etincelles      | 0 | 1 | 2 | 0  | 3  | 1   |

| Equipo 1           | Resultado | Equipo 2           |
| ------------------ | --------- | ------------------ |
| Mbeya City FC      | 3-2       | Académie Tchité FC |
| AFC Leopards       | 2-0       | Etincelles FC      |
| Mbeya City FC      | 1-2       | AFC Leopards       |
| Académie Tchité FC | 1-0       | Etincelles FC      |
| Etincelles FC      | 0-0       | Mbeya City FC      |
| AFC Leopards       | 1-0       | Académie Tchité FC |

### Grupo C
| Club           | G | E | P | GF | GC | Pts |
| -------------- | - | - | - | -- | -- | --- |
| Al-Ahly Shendi | 2 | 0 | 0 | 4  | 1  | 6   |
| Defence        | 1 | 0 | 1 | 2  | 3  | 3   |
| Dikhil         | 0 | 0 | 2 | 2  | 4  | 0   |

| Equipo 1       | Resultado | Equipo 2       |
| -------------- | --------- | -------------- |
| Al-Ahly Shendi | 2-1       | FC Dikhil      |
| FC Dikhil      | 1-2       | Defence SC     |
| Defence SC     | 0-2       | Al-Ahly Shendi |

## Fase final
|  | Cuartos de final         | Cuartos de final |              |                | Semifinales     | Semifinales  |  |  | Final      | Final |
|  |                          |                  |              |                |                 |              |  |  |            |       |
|  | 30 de mayo               |                  |              |                |                 |              |  |  |            |       |
|  |                          |                  |              |                |                 |              |  |  |            |       |
|  | AFC Leopards             | 3                |              |                |                 |              |  |  |            |       |
|  | AFC Leopards             | 3                | 2 de junio   |                |                 |              |  |  |            |       |
|  | Defence SC               | 2                |              |                |                 |              |  |  |            |       |
|  | Defence SC               | 2                | AFC Leopards | 2              |                 |              |  |  |            |       |
|  | 30 de mayo               |                  | AFC Leopards | 2              |                 |              |  |  |            |       |
|  |                          | Académie Tchité  | 0            |                |                 |              |  |  |            |       |
|  | Al-Merrikh SC            | Académie Tchité  | 0            | 1              |                 |              |  |  |            |       |
|  | Al-Merrikh SC            |                  | 4 de junio   | 1              |                 |              |  |  |            |       |
|  | Académie Tchité (DP 2-3) | 1                |              |                |                 |              |  |  |            |       |
|  | Académie Tchité (DP 2-3) | 1                | AFC Leopards | 1              |                 |              |  |  |            |       |
|  | 31 de mayo               |                  | AFC Leopards | 1              |                 |              |  |  |            |       |
|  |                          | VUSC             | 2            |                |                 |              |  |  |            |       |
|  | VUSC                     | VUSC             | 2            | 1              |                 |              |  |  |            |       |
|  | VUSC                     | 2 de junio       |              | 1              |                 |              |  |  |            |       |
|  | Mbeya City FC            | 0                |              |                |                 |              |  |  |            |       |
|  | Mbeya City FC            | 0                | VUSC         | 1              | Tercer lugar    | Tercer lugar |  |  |            |       |
|  | 31 de mayo               |                  | VUSC         | 1              |                 |              |  |  |            |       |
|  |                          | Al-Ahly Shendi   | 0            |                |                 |              |  |  |            |       |
|  | Al-Ahly Shendi           | Al-Ahly Shendi   | 0            | 3              | Académie Tchité | 1            |  |  |            |       |
|  | Al-Ahly Shendi           |                  |              | 3              | Académie Tchité | 1            |  |  |            |       |
|  | Al-Malakia FC            | 0                |              | Al-Ahly Shendi | 4               |              |  |  |            |       |
|  | Al-Malakia FC            | 0                |              |                | 4               |              |  |  |            |       |
|  |                          |                  |              |                |                 |              |  |  | 4 de junio |       |
|  |                          |                  |              |                |                 |              |  |  |            |       |

## Campeón
| Copa CECAFA Nile Basin 2014 |
| --------------------------- |
| Bandera de Uganda           |
| VUSC 1º Título              |